# Etykieta termokurczliwa
Etykieta termokurczliwa (zwana także etykietą shrink sleeve) – nowoczesna kategoria etykiet służących do znakowania produktów. Etykiety termokurczliwe powstają w wyniku zadruku rękawa z folii ulegającej skurczeniu na całej powierzchni pod wpływem ciepła.
Do produkcji takich etykiet, stosownie do potrzeb, stosowane są różne materiały, m.in. PVC, PET-G (politereftalan etylenu z glikolem) czy PS, charakteryzujące się m.in. zróżnicowanym stopniem kurczliwości. Obecnie stosowane są również w pełni ekologiczne materiały produkowane z surowców odnawialnych, np. kwasu polimlekowego.
Etykiety termokurczliwe wykorzystywane są obecnie przede wszystkim w przemyśle spożywczym, farmaceutycznym i kosmetycznym.

## Rodzaje etykiet termokurczliwych
Etykieta pełna (tzw. full body label) – zazwyczaj okrywa całą powierzchnię pojemnika, ściśle przylegając do jego obrysu. Do tej kategorii etykiet zalicza się również etykiety termokurczliwe półpełne - tylko częściowo pokrywające powierzchnię pojemnika.
Etykieta do wielopaków (tzw. combo pack label) – używana przede wszystkim do promocyjnego łączenia produktów, niekoniecznie tych samych. Mogą to być przedmioty o zróżnicowanym kształcie i wielkości.
Etykieta zabezpieczająca - plomba (tzw. tamper evident label) – kategoria etykiet stwarzająca możliwość zabezpieczenia produktu przed otwarciem; etykieta taka, zaaplikowana na zamknięciu pojemnika, pełni rolę plomby gwarancyjnej.